# Hay un camino a la derecha
Hay un camino a la derecha és una pel·lícula dramàtica espanyola dirigida per Francesc Rovira-Beleta. Rodada en 1952 en Barcelona, té clares influències del neorealisme italià. La seva estrena comercial va tenir lloc en 1954, encara que amb anterioritat va ser presentada, entre altres festivals, en la I Setmana Internacional de Cinema de Sant Sebastià, on els seus dos principals intèrprets, Francisco Rabal i Julita Martínez, van obtenir sengles primers premis.

## Repartiment
| Intèrpret            | Personatge      |
| -------------------- | --------------- |
| Francisco Rabal      | Miguel          |
| Julita Martínez      | Inés            |
| Carlos Otero         | Goyo            |
| Isabel de Castro     | Maruja          |
| Manolito García      | Víctor          |
| Antonio Bofarull     | Vicente         |
| Juan Manuel Soriano  | inspector Tormo |
| José Luis García     | "el Zurdo"      |
| José Ramón Giner     | "el Chiva"      |
| José Pinillo         | "el Aldeano"    |
| Ramón Hernández      | "el Chepa"      |
| Enric Borràs i Oriol | capatàs         |
| Francisco Tuset      | pintor          |
| Salvador Muñoz       | cirurgià        |
| Consuelo de Nieva    | florista        |
| Luz de Sevilla       | ballarina       |

## Argument
Miguel és un mariner que és acomiadat a l'arribada del seu vaixell al port de Barcelona, ciutat on viu al costat de la seva dona, Inés, i el seu fill Víctor. La falta d'oportunitats laborals el porta a acceptar un mal remunerat càrrec de vigilant en un magatzem del moll.
La precària situació econòmica familiar fa que Miguel se senti culpable i de mala gana. La impaciència el durà a col·laborar en un robatori que tindrà lloc en el magatzem on hi treballa.

## Producció
La pel·lícula va ser rodada entre l'1 d'agost de 1952 i l'1 de gener de 1953. La presència de diferents escenaris urbans en la pel·lícula és determinant en el pretès caràcter realista de la cinta. Així, el treball de Miguel permet localitzacions en els molls del port i voltants, i la seva casa ens situa en ple barri xino. També hi ha escenes rodades en el poblat xabolista del Somorrostro i la seva platja, i al carrer Anglí, i algunes escenes interiors a la sala Gran Price (durant una vetllada de lluita lliure) i a l'Hospital Clínic. Altres escenes, com les de l'interior de l'habitatge, van ser rodades en els estudis Kinefón.
Entre l'elenc tècnic que va participar en aquesta pel·lícula i que després desenvoluparia una carrera interessant podem destacar a l'ajudant de direcció (Francisco Pérez-Dolz), al secretari de direcció (Josep Maria Forn) i al segon operador (Ricard Albiñana).
Antoni Bofarull, cèlebre tenor a la Barcelona de l'època i propietari del també famós restaurant "Los caracoles", havia fundat en 1948 la productora Titán Films. A més de produir el film, va participar en ell com a intèrpret secundari. També va influir en el canvi del final de la pel·lícula. Segons Rovira-Beleta, aquest final feliç «no va ser degut a la censura sinó al productor. Aquest final és un pastitx. La pel·lícula acaba amb l'enterrament i comença amb l'acomiadament de Rabal com a mariner del vaixell. Tota la resta està afegida pel productor […] Manuel Saló (el coguionista) va treure foc pels queixals perquè no volia aquest final».
Aquest canvi en el final motiva que el principi sigui també alterat. En un breu flaix forward, mentre veiem imatges del port i un pla general de la sortida de treballadors de La Maquinista Terrestre y Marítima i després l'arribada precipitada d'un d'ells al seu domicili, «una veu en off marca, amb una apologia de la resignació a la destinació i una exaltació de la família, una lectura unidireccional del relat...»

## Estrena i reconeixements
Hay un camino a la derecha es va estrenar a Barcelona al cinema Pelayo el 22 de febrer de 1954, mantenint-se en cartellera 61 dies i a Madrid el 7 de maig del mateix any als cinemes Paz i Casanovas, on va romandre en exhibició 56 dies. L'èxit de públic va ser enorme i en 1955 la pel·lícula va rebre un premi, concedit per la revista Espectáculo, a la "Màxima Comercialitat" de l'any anterior.
Amb anterioritat a la seva estrena, la pel·lícula es va presentar a la 1a Setmana Internacional del Cinema de Sant Sebastià, on es va concedir a Paco Rabal el Premi al millor actor i a Julia Martínez el de millor actriu. També es va exhibir en el Certamen Cinematogràfic de la Mercè, durant la Festa Major de Barcelona de 1953 i se li va atorgar el Premi Ciutat de Barcelona a Rovira-Beleta per la seva direcció.